# 豪斯剛果鰍鯰
豪斯剛果鰍鯰，為輻鰭魚綱鯰形目平鰭鮠科的其中一種，為熱帶淡水魚，分布於非洲安哥拉Luachimo河流域，體長可達11.3公分，棲息在水流快速、岩石底質底層水域，生活習性不明。